# Гусев, Владимир Васильевич (ректор)
Влади́мир Васи́льевич Гу́сев (13 мая 1931 — 27 ноября 2007) — советский историк, ректор Воронежского государственного университета (1987—1998).

## Биография
Владимир Васильевич Гусев родился 13 мая 1931 года.
Он — ректор Воронежского государственного университета (ВГУ) в 1987–1998 годах. Кандидат исторических наук, профессор. Ученик историка Ильи Николаевича Бороздина.
- 1954 год — окончил историческое отделение историко-филологического факультета ВГУ.
- 1965–1972 годы – декан исторического факультета;
- 1973–1987 годы – проректор ВГУ по учебной работе;
- 1987–1998 годы – ректор ВГУ;
- 1977–2007 – заведующий кафедрой нового и новейшего времени.

Владимир Васильевич скончался 27 ноября 2007 года.

## Научные труды
Владимир Васильевич Гусев — автор более 100 научных и учебно-методических работ по проблемам:
- истории Западной Европы и США нового времени в отечественной историографии XIX–XX веков;
- истории нового и новейшего времени;
- педагогики высшей школы.

## Награды
Владимиру Гусеву были присвоены звания:
- «Почётный гражданин Борисоглебска»,
- «Почётный профессор Амурского государственного университета»,
- «Почётный профессор Тульского государственного университета».

Он был награждён орденом Почёта и медалями[какими?].